# 郑建华
郑建华（1956年9月—），生于吉林长春，原籍浙江宁波，中国信息分析专家，解放军保密委员会技术安全研究所研究员。1987年毕业于中国科学技术大学研究生院。2011年当选为中国科学院院士。